# برییف بی‌ئی-۱۲

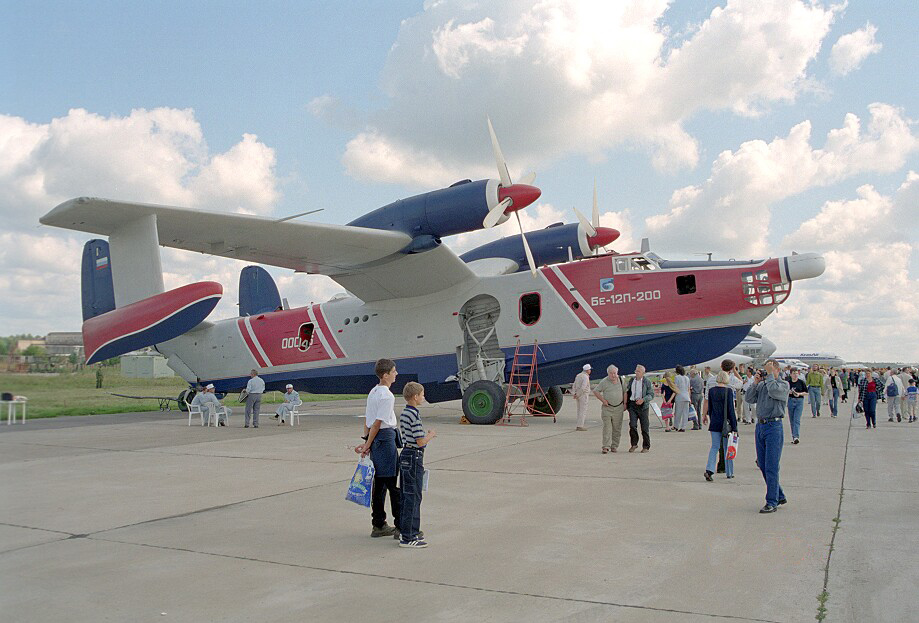
بی‌ئی-۱۲پی-۲۰۰ اثبات‌گر فناوری

 هواپیمای برییف بی‌ئی-۱۲ شایکا (نام ناتو : "مرغ دریایی" ) یک هواپیمای آبی خاکی توربوپراپ اتحاد جماهیر شوروی است که برای وظایف گشت زنی ضد زیر دریایی و دریایی طراحی شده است.

## انواع

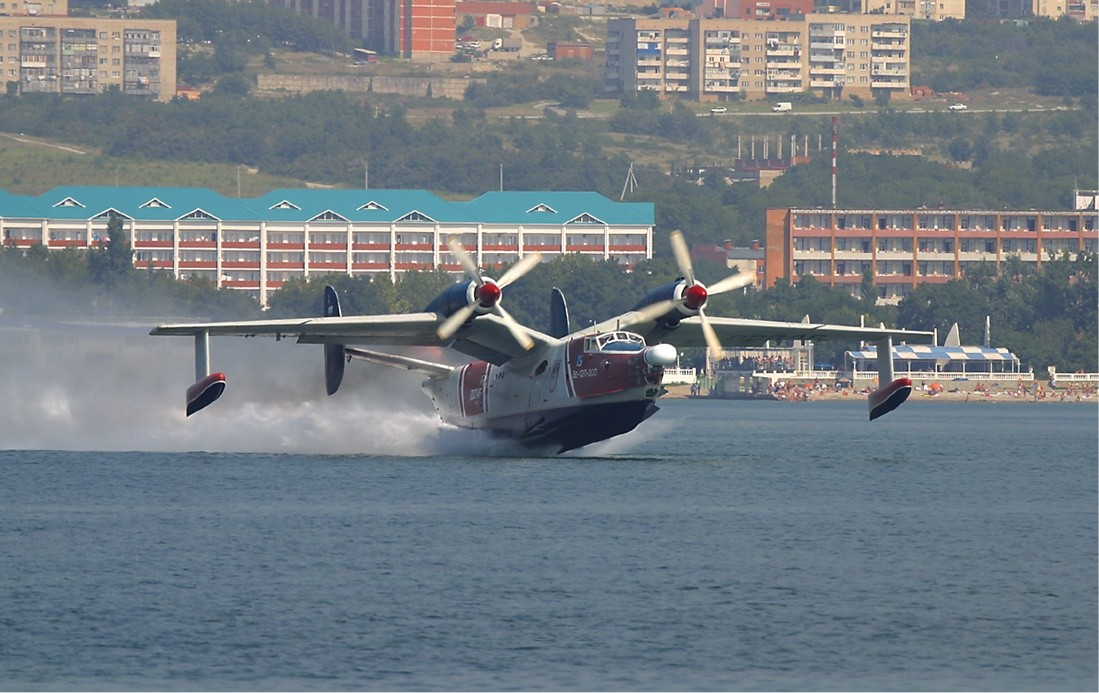
مرتبط

بی‌ئی-۱۲
کشف دریایی دوقلو ، جنگ قایق های ضد زیردریایی. ۲ نمونه اولیه و ۱۳۰ فروند ساخته شده است.
بی‌ئی-۱۲ اکو
نسخه پیش بینی زیست محیطی. ساخته نشده است.
بی‌ئی-۱۲ آی
نسخه تحقیق علمی پیش بینی شده در سال ۱۹۹۱ . ساخته نشده است.
بی‌ئی-۱۲ ال ال
تبدیل برای آزمایش موشک ضد کشتی 3M-80 'Moskit'. رادار دماغه جایگزین سر جستجوگر موشک شد. یک هواپیما در سال ۱۹۸۰ تبدیل شد.
بی‌ئی-۱۲ ان
نسخه ASW مجهز به سنسورهای جدید ، اویونیک ، سنسور MAD و سیستم جستجو / حمله Nartsiss است. ۲۷ هواپیما تبدیل شده است.
بی‌ئی-۱۲ ان کا اچ
حمل و نقل ابزار ، نسخه آزمایشی مسافری. تجهیزات نظامی برداشته شده ، پنجره های اضافی نیز نصب شده اند.۲ فروند ساخته شده ، هر دو از Be-12 تبدیل شده اند.
بی‌ئی-۱۲ پی
نسخه آتش نشانی . یکی 4500   مخزن L و دو عدد ۷۵۰ مخازن l نصب شده است. چهار هواپیما در سال ۱۹۹۲ تبدیل شدند.
بی‌ئی-۱۲ پی-۲۰۰
اثبات گر فناوری برای Beriev Be-200 . پیکربندی آتش نشانی. یک هواپیما تبدیل شد. 
بی‌ئی-۱۲ پی‌اس
نسخه جستجو و نجات دریایی. قایق های زندگی و تجهیزات بقا انجام می شود.
بی‌ئی-۱۲ اس‌کی
یک هواپیما در سال ۱۹۶۱ برای استفاده در آزمایشهای بارگیری عمق هسته ای SK-1 تبدیل شد.
بی‌ئی-۱۴
کلیه آب و هوا ، روز / شب نسخه SAR. تجهیزات اضافی SAR و تجهیزات پزشکی. ۶ خدمه موتورهای AI-20D. یک فروند ساخته شده
ام-۱۲
Strip-down Be-12 برای پروازهای ضبط شده استفاده می شود.

## کاربران
مصر
- نیروی هوایی مصر برای حفظ نظارت بر ناوگان ششم نیروی دریایی ایالات متحده در دریای مدیترانه ، دو یا سه مورد از Be-12s در حدود ۱۹۷۰ ، با هدایت خدمه اتحاد جماهیر شوروی فعال بود. [۳]

 روسیه
- هواپیمایی دریایی روسیه هواپیماهای سابق اتحاد جماهیر شوروی را دریافت کرد. نه هواپیما هنوز با ناوگان دریای سیاه در حال کار است. [۴]

 اتحاد جماهیر شوروی
- هواپیمایی دریایی شوروی هواپیماهای خود را به کشورهای جانشین منتقل کرد: روسیه و اوکراین.

 سوریه
- نیروی هوایی سوریه [نیازمند منبع]

 اوکراین
- هواپیمایی دریایی اوکراین هواپیماهای سابق اتحاد جماهیر شوروی را دریافت کرد.

 ویتنام
- نیروی هوایی مردم ویتنام - ۴ هواپیما در سال ۱۹۸۱ به ویتنام صادر شد.

## مشخصات (Be-12)

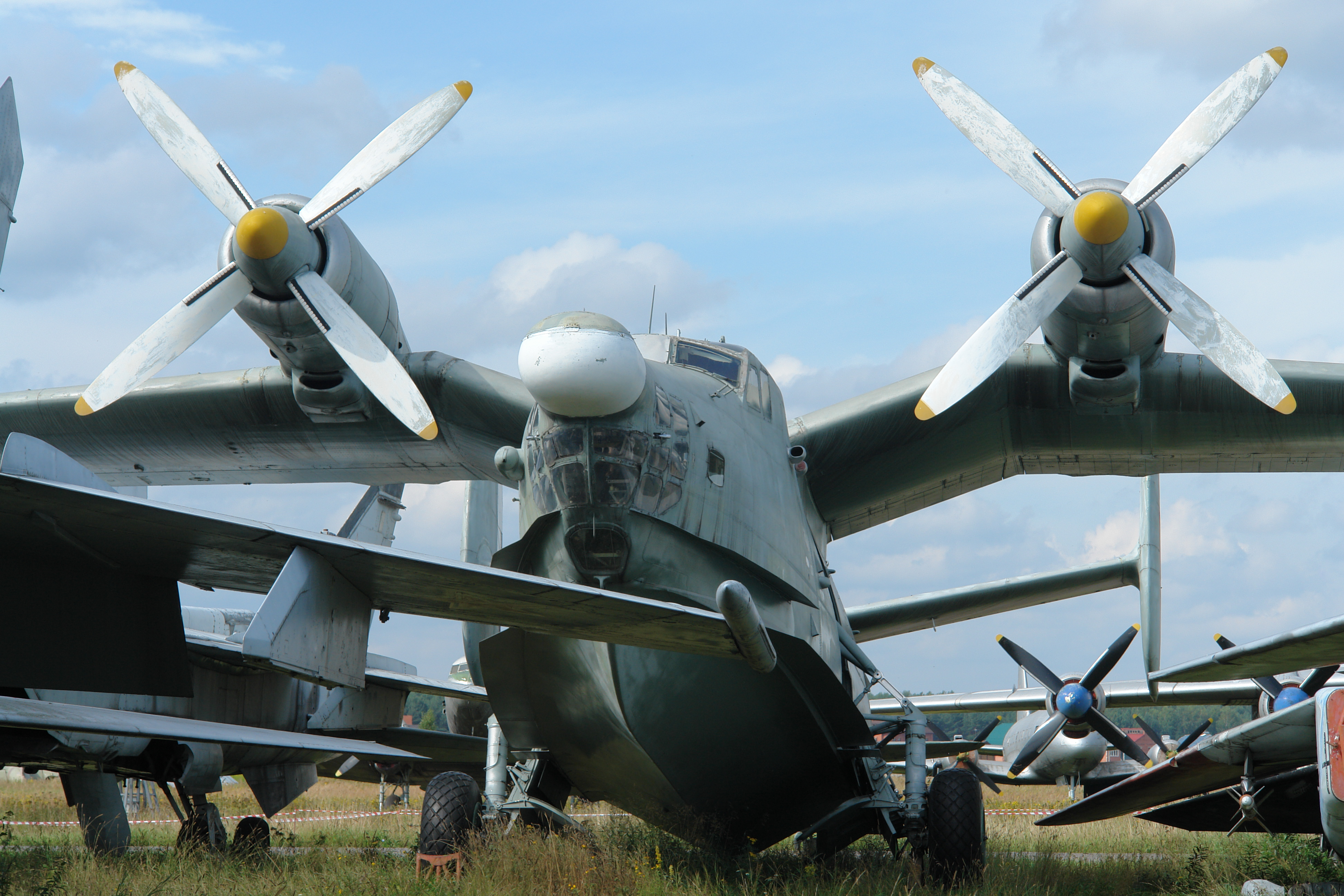
بی‌ئی-۱۲ در موزه نیروی هوایی مرکزی مونینو در مسکو ، ۲۰۰۶

داده‌ها از 
ویژگی‌های عمومی
- خدمه: ۴
- طول: ۳۰٫۱۱ متر (۹۸ فوت ۹ اینچ)
- پهنای بال: ۲۹٫۸۴ متر (۹۷ فوت ۱۱ اینچ)
- ارتفاع: ۷٫۹۴ متر (۲۶ فوت ۱ اینچ)
- مساحت بال‌ها: ۹۹ متر مربع (۱٬۰۷۰ فوت مربع)
- وزن خالی: ۲۴٬۰۰۰ کیلوگرم (۵۲٬۹۱۱ پوند)
- وزن ناخالص: ۲۹٬۵۰۰ کیلوگرم (۶۵٬۰۳۶ پوند)
- بیشترین وزن برخاست: ۳۶٬۰۰۰ کیلوگرم (۷۹٬۳۶۶ پوند)
- پیشرانه: ۲ عدد توربوپراپ Ivchenko Progress AI-20D، ۳٬۹۶۴ کیلووات (۵٬۳۱۶ اسب بخار) در هر موتور
- ملخ‌ها: چهارملخه constant-speed propellers

عملکرد
- حداکثر سرعت: ۵۳۰ کیلومتر بر ساعت (۳۳۰ مایل بر ساعت، ۲۹۰ گره)
- بُرد: ۳٬۳۰۰ کیلومتر (۲٬۱۰۰ مایل، ۱٬۸۰۰ مایل دریایی)
- حداکثر ارتفاع: ۸٬۰۰۰ متر (۲۶٬۰۰۰ فوت)
- بارگیری بال: ۲۹۸ کیلوگرم بر متر مربع (۶۱ پوند بر فوت مربع)
- توان به وزن|توان/جرم: ۰٫۲۶۰ kilowatts per kilogram (۰٫۱۵۸ horsepower per pound)